# Square Stalingrad (Marseille)
Le square Stalingrad est une place marseillaise.

## Situation et accès
Ce square  se situe entre la traverse Saint-Basile, la rue de la Grande-Armée, le Cours Joseph-Thierry, la rue Consolat et l'intersection entre l'Allée Léon-Gambetta, La Canebière et la rue Adolphe-Thiers dans le 1er arrondissement.

## Origine du nom
Le nom de cette rue fait mémoire de la bataille de Stalingrad qui se déroula entre 1942 et 1943.

## Historique
La place qui est à l'origine partie intégrante du cours du Chapitre porte d'abord le nom de « place des Danaïdes » par délibération du Conseil municipal du 25 novembre 1904.
Le 4 février 1946, quelques jours après le 3e anniversaire de la bataille de Stalingrad, la place est renommée « square Stalingrad ».

## Bâtiments remarquables et lieux de mémoire
Après des délibérations en 1907, une sculpture de Jean-Baptiste Hugues est placée sur la fontaine de la place, nommée fontaine des Danaïdes. 